# Walcourt
Walcourt är en kommun i Belgien.   Den ligger i provinsen Namur och regionen Vallonien, i den centrala delen av landet, 70 km söder om huvudstaden Bryssel. Antalet invånare är 18 054.
Omgivningarna runt Walcourt är en mosaik av jordbruksmark och naturlig växtlighet. Runt Walcourt är det ganska tätbefolkat, med 93 invånare per kvadratkilometer.